# Martin Vázquez
Martín Emilio Vázquez Broquetas (né le 14 janvier 1969) est un arbitre de football uruguayen. Il est arbitre international de la FIFA depuis 2001. Il vit à Montevideo. Il a arbitré lors des Jeux olympiques d'été de 2008, de la Copa Libertadores et également pour les qualifications de la Coupe du monde de football de 2006 et de la Coupe du monde de football de 2010.
Il a été pré-sélectionné comme arbitre lors de la coupe du monde de football de 2010.